# 伊熱夫斯克水庫

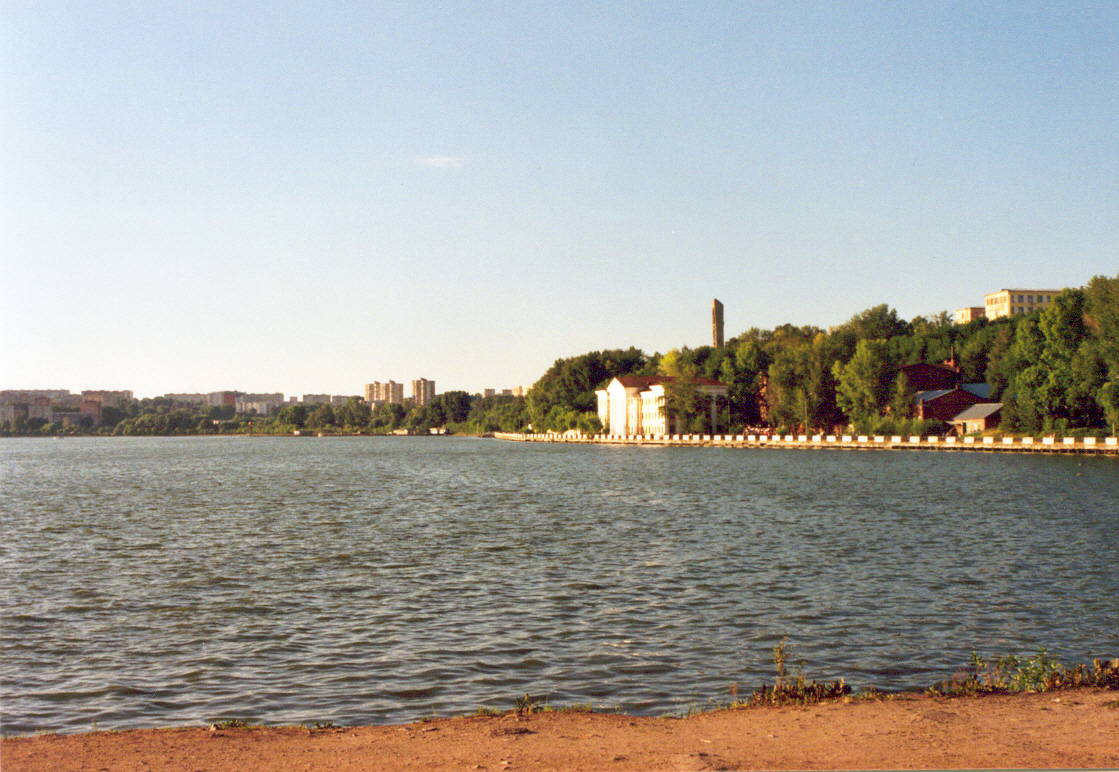

伊熱夫斯克水庫是俄羅斯的水庫，由烏德穆爾特共和國負責管轄，始建於1760年，長12.5公里、寬2.5公里，面積24平方公里，平均水深3.5米，最大水深12米，河水來自伊日河。
56°52′55″N 53°07′58″E / 56.88194°N 53.13278°E